# Gravedad API
La gravedad API, o grados API, de sus siglas en inglés American Petroleum Institute, es una medida de densidad que, en comparación con el agua a temperaturas iguales, precisa cuán pesado o liviano es el petróleo. Índices superiores a 10 implican que son más livianos que el agua y, por lo tanto, flotarían en ésta. La gravedad API se usa también para comparar densidades de fracciones extraídas del petróleo.
Una fracción de este aceite flota en otra, denota que es más liviana, y por lo tanto su grado API es mayor. Matemáticamente la gravedad API carece de unidades (véase la fórmula abajo). Sin embargo, siempre al número se le aplica la denominación grados API. La gravedad API se mide con un instrumento denominado Densímetro. Existe gran variedad de estos dispositivos.

## Historia de la Gravedad API
En 1916, el Comité Nacional de Estándares de los Estados Unidos, adoptó la escala Baumé como el patrón para medir la gravedad específica de líquidos menos densos que el agua. La escala Baumé, desarrollada en 1768, usaba soluciones de cloruro de sodio (NaCl) en agua para calibración en grados. Cuando fue adoptada, un gran margen de error fue introducido sin intención como fue luego descubierto en una investigación de la Academia Nacional de Ciencias de Estados Unidos. Como resultado, los densímetros que eran fabricados en los Estados Unidos tenían un módulo de 141,5 en vez del módulo correcto de la escala Baumé que es 140. Para 1921, la escala había sido tan aceptada, que el Instituto Americano de Petróleo (API) creó la escala de gravedad API, la cual era la escala que venía siendo usada en la industria.

## Fórmula de la densidad API
La fórmula inferida y usada para determinar esta propiedad es la siguiente: 
{\displaystyle ^{o}API={\dfrac {141,5}{GE}}-131,5~~~~a~60^{o}F}
La fórmula usada para obtener el dato de la gravedad específica del líquido derivada de los grados API es:
{\displaystyle GE={\dfrac {141,5}{^{o}API+131,5}}~~~~a~60^{o}F}
La cifra 60 °F (o 15 5/9 °C) se usa como valor estándar para medición y reportes de mediciones.
Al instrumento para medir el grado API se le denomina hidrómetro, que complementado con una probeta y un termómetro permite determinar los grados API observados. Luego, de tablas ad hoc se obtiene el valor respectivo a 60 °F.

## Clasificación de crudos según su API
En general, los petróleos con una API de entre 40° y 45° alcanzarán los precios más altos. Sin embargo, por encima de 45° las cadenas moleculares se hacen más cortas y el producto pierde valor.
Los crudos se clasifican como ligeros, medios o pesados según su gravedad API.
- Petróleo crudo Super ligero, con una API mayor de 39° (menor de 830 kg/m³)
- Petróleo crudo ligero, con una API entre 31,1 y 39° (de 830 a 870 kg/m³)
- Petróleo medio, con una API entre 22,3 y 31,1° (de 870 a 920 kg/m³)
- Petróleo crudo pesado, con una API entre 10 y 22,3° (de 920 a 1000 kg/m³)
- Petróleo extrapesado, con una API menor de 10,0° (máyor de 1000 kg/m³)

Esta es una clasificación muy extendida, pero existen otras ligeramente diferentes, como por ejemplo la del Servicio Geológico de los Estados Unidos.
Los crudos con una gravedad API inferior a 10° son los crudos extrapesados y los betunes. El betún extraído de las arenas bituminosas de Alberta tiene una API de alrededor de 8°. Se puede diluir con hidrocarburos más ligeros para conseguir un betún diluido, con una API inferior a 22,3°, o incluso llegar a entre 31° y 33° para conseguir el llamado crudo sintético.